# Vienna BioCenter

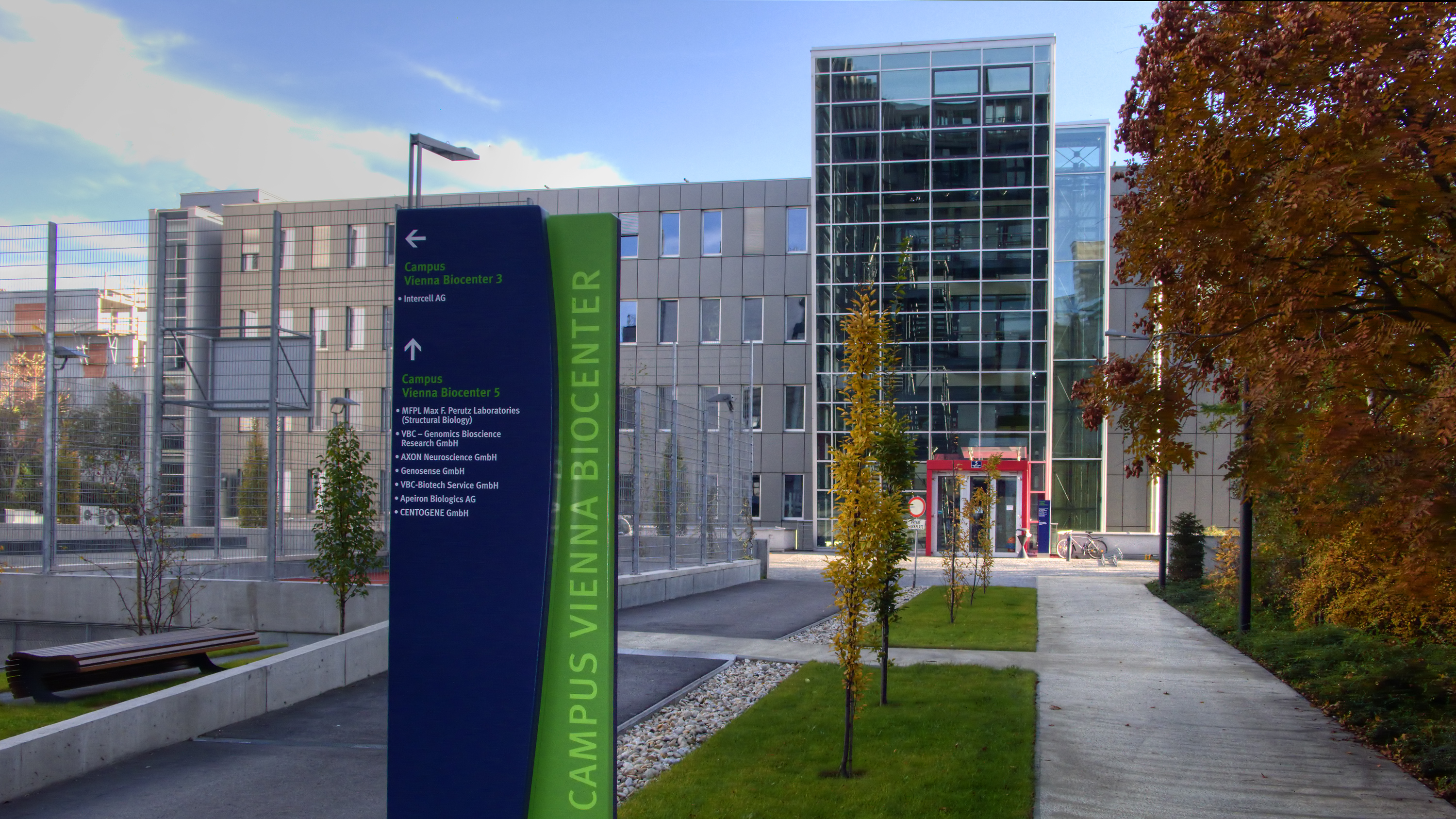
Campus Vienna Biocenter 5

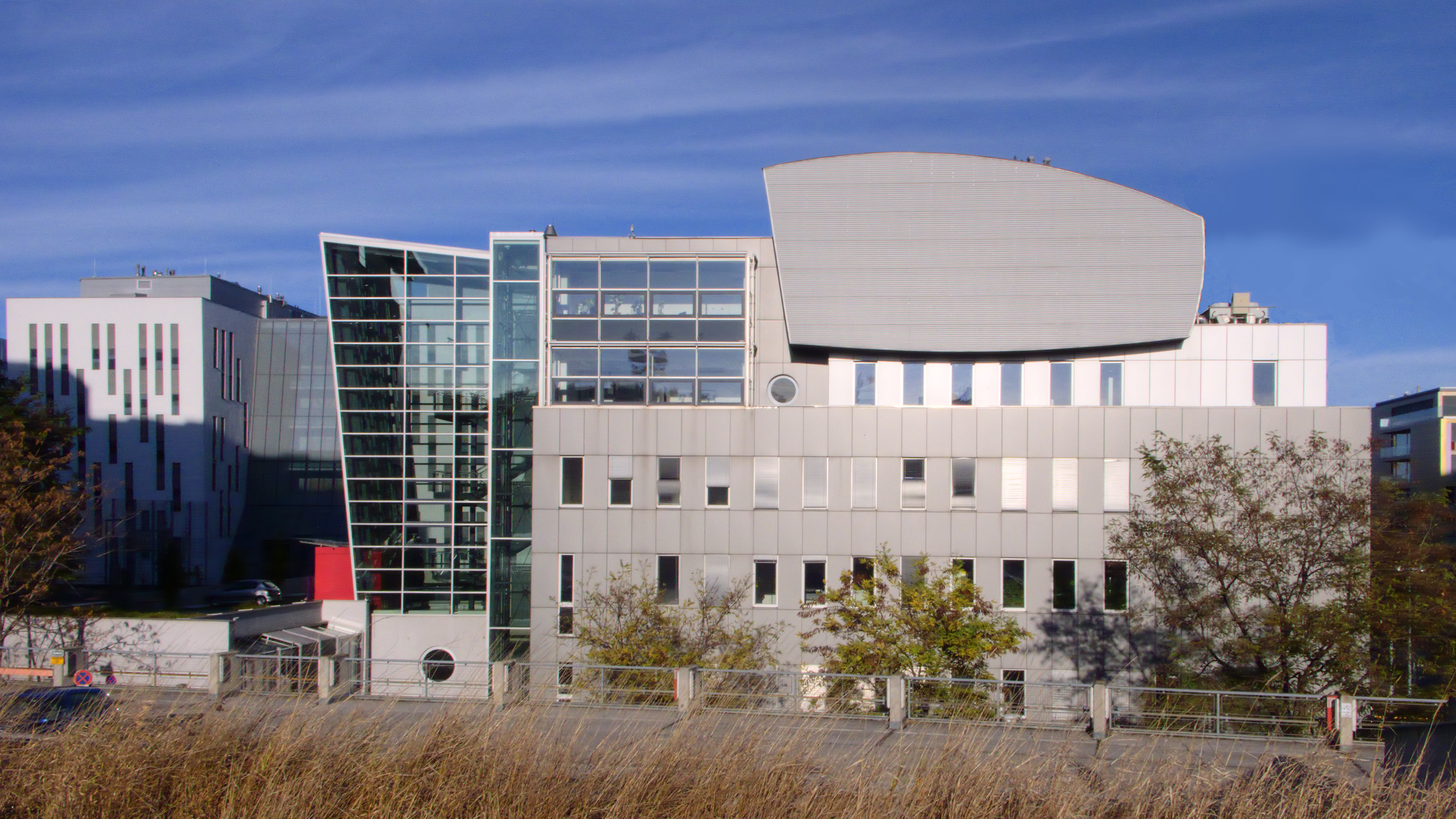
Campus Vienna Biocenter 5

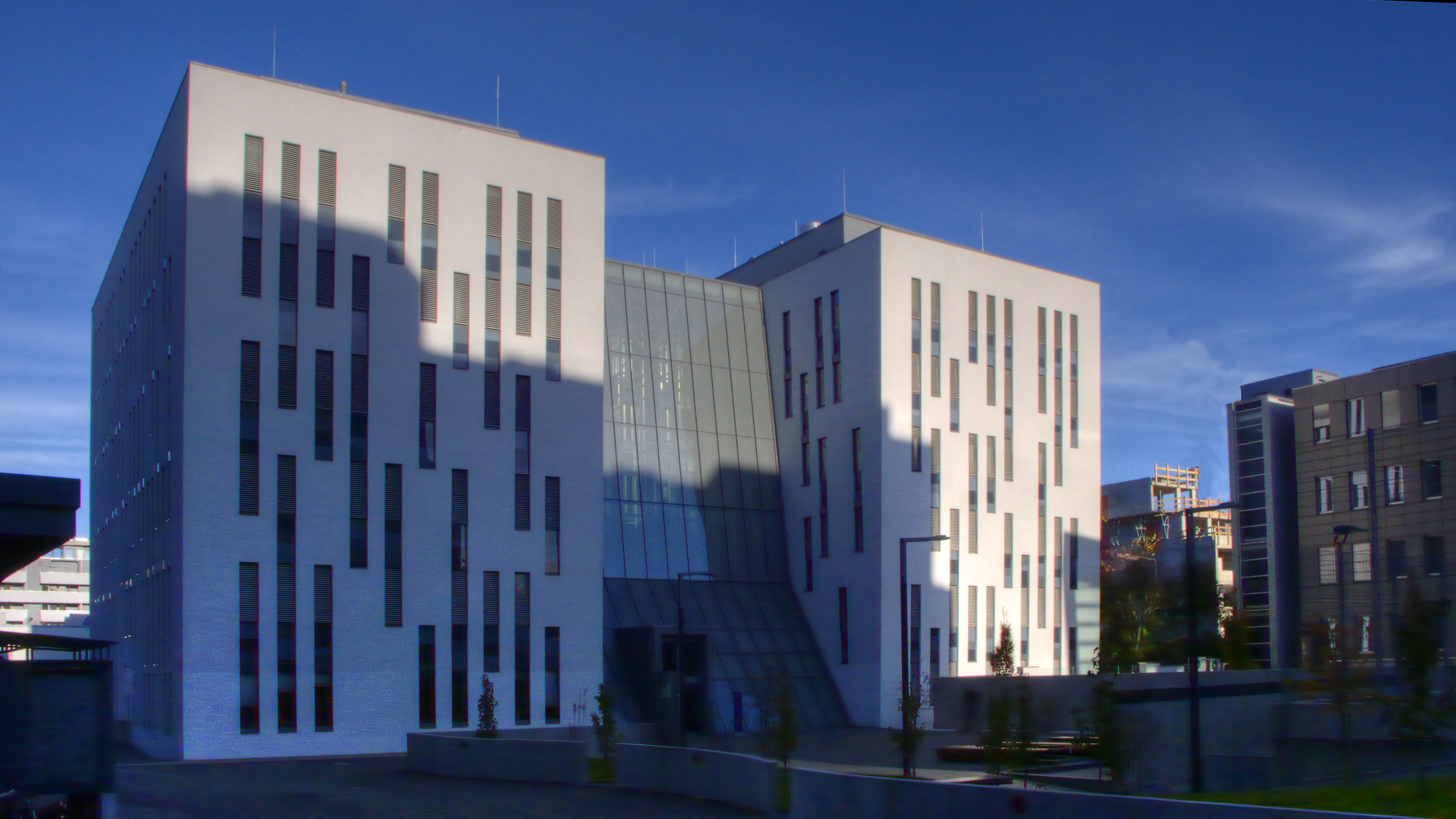
Campus Vienna Biocenter 3

Vienna BioCenter (vormals VBC Vienna Biocenter und davor Campus Vienna Biocenter) ist der Dachbegriff eines räumlichen Zusammenschlusses verschiedener akademischer und industrieller Forschungseinrichtungen und Unternehmen aus dem Bereich der Biowissenschaften im 3. Wiener Gemeindebezirk Landstraße.
Der Standort geht auf die Gründung des Forschungsinstituts für Molekulare Pathologie (IMP) in der Dr.-Bohr-Gasse im Jahr 1985 zurück. Mit der Ansiedlung von universitären Instituten in der direkten Nachbarschaft (heute Max Perutz Labs Vienna) und bis zur Gründung der ersten Biotechnologie-Firma Intercell (heute Valneva) im Jahr 1998 entwickelte sich der Campus zunächst langsam. Heute sind rund 40 Biotech-Unternehmen, sechs akademische Forschungseinrichtungen, drei Organisationen aus dem Bereich Forschungskommunikation sowie eine Fachhochschule hier zu finden.
Der Campus im Stadtteil Sankt Marx ist mit rund 2.300 Wissenschaftlern aus 78 Ländern und rund 5.000 Studierenden Österreichs bedeutendster Standort für Biowissenschaften. Der Campus verfügt über ein eigenes Trainingsprogramm für PhD-Studenten, Post-Docs sowie über eine „Summer School“. (Stand September 2023)
Im Oktober 2021 wurde das University of Vienna Biology Building als Teil des Vienna BioCenter eröffnet. Es beheimatet die Fakultät für Lebenswissenschaften sowie das Zentrum für Mikrobiologie und Umweltsystemwissenschaft und bietet Platz für rund 5.000 Studierende und 500 Angestellte.
Unter den Wissenschaftlern an den Forschungseinrichtungen des Vienna BioCenter sind 33 EMBO-Mitglieder (European Molecular Biology Organization) und haben 83 ERC-Grants, 13 Wittgenstein-Preise und einen Breakthrough Prize in Life Sciences erhalten (Stand September 2023).
Zu den herausragenden wissenschaftlichen Leistungen des Campus gehören die Herstellung von Gehirn-Organoiden durch Jürgen Knoblich und Kollegen, Untersuchungen am CRISPR/Cas9-System von Emmanuelle Charpentier und Kollegen, die Beschreibung der Cohesine durch Jan-Michael Peters, Kim Nasmyth und Kollegen und die Arbeit am Histon-Code, epigenetischen Histonmodifikationen wie der Histonmethylierung und Acetylierung durch Thomas Jenuwein und Kollegen.
Die einzelnen Einrichtungen waren mit dem Stand September 2023:
- a:head
- Ablevia
- ADvantage Therapeutics
- Accanis
- AFFiRiS
- Akribes Biomedical
- Apeiron
- Ares Genetics
- Austrianni
- Biolution
- BioNTech R&D Austria
- Biosynth
- Bird-C
- bit.bio discovery
- CALYXHA Biotechnologies
- CEBINA
- ChanPharma
- EveliQure
- Evercyte
- Exscientia
- Fakultät für Lebenswissenschaften der Universität Wien
- FH Campus Wien
- Gregor-Mendel-Institut für Molekulare Pflanzenbiologie (GMI) der Österreichischen Akademie der Wissenschaften
- G.ST Antivirals
- Hookipa
- Institut für Molekulare Biotechnologie (IMBA) der Österreichischen Akademie der Wissenschaften
- Forschungsinstitut für Molekulare Pathologie (IMP)
- INiTS (Business Inkubator oder Gründerzentrum)
- invIOs
- JLP Health
- LabConsulting
- Lexogen GmbH
- Max Perutz Labs Vienna der Universität Wien und der Medizinischen Universität Wien
- Miti Biosystems
- MyeloPro Diagnostics and Research
- Myllia Biotechnology
- Net4Biz
- OncoOne
- Open Science – Lebenswissenschaften im Dialog (vormals dialog <> gentechnik)
- Origimm
- OncoOne
- Phenaris
- Pregenerate
- Proxygen
- QUANTRO Therapeutics
- ScarletRed
- TAmiRNA
- ThermoFisher
- THT Biomaterials GmbH
- Tridem Bioscience
- Valneva
- VBTCG Consulting GmbH
- Vienna BioCenter Core Facilities
- X4 Pharmaceuticals
- YGION Biomedical
- Zentrum für Mikrobiologie und Umweltsystemwissenschaft der Universität Wien

Weiters wurde nach diesem Forschungszentrum die nahe gelegene S-Bahn-Station Vienna Bio Center St. Marx benannt.